# П'єр Моруа
П'єр Моруа́ (фр. Pierre Mauroy; нар. 5 липня 1928, Картіні, Франція — пом. 7 червня 2013, Париж) — французький політик, член Соціалістичної партії, прем'єр-міністр Франції з 22 травня 1981 по 17 липня 1984.

## Біографія
Моруа народився в Картині, департамент Нор, працював вчителем, керував молодіжним рухом Соцпартії і профспілкою технічних викладачів. Очолив партійне відділення соціалістичної партії СФІО в рідному департаменті Нор, одне з трьох найбільших в партії, і зробив швидку кар'єру. У 1966 році став другою особою в партії після генсека Гі Моле. У 1971 підтримав Франсуа Міттерана і став його заступником у реорганізованій Соціалістичній партії. У 1973 році обраний мером Лілля, головного міста свого департаменту, і депутатом.
Незабаром, однак, він опинився в опозиції Міттерану, що звільняються з партії колишніх членів СФІО на користь членів свого «ближнього кола». Він блокувався з Мішелем Рокаром, внутрішньопартійним опонентом Міттерана і кандидатом на виборах 1969 і 1979 років. Однак Міттеран не вигнав з партії ні Рокара, ні Моруа, а другого навіть зробив своєю довіреною особою перед виборами 1981 року.
Після перемоги на президентських виборах 1981 року Франсуа Міттеран призначив Моруа прем'єр-міністром і розпустив парламент з метою отримати більшість і в законодавчих органах. Кабінет Моруа вперше після 1946 року містив міністрів-комуністів. Наступні вибори дали в парламенті однорідну президентську більшість.
Кабінет Моруа провів важливі соціальні закони, скоротив робочий тиждень до 39 годин і ввів пенсію в 60 років. Однак Моруа намагався протидіяти соціалістичної політичній програмі, прийнятій Міттераном в 1983. У наступному році він подав у відставку.
У 1988—1992 (після переобрання Міттерана на другий термін, коли Рокар став прем'єром) Моруа був першим секретарем СПФ і прагнув примирити партію, що роздирається внутрішньою боротьбою між «рокардіанцамі» і безпосереднім оточенням Міттерана (такими, як Ліонель Жоспен).
У 1992—1999 голова Соцінтерну, обраний до Сенату Франції. У 2001 пішов у відставку з поста мера Лілля, його наступницею стала Мартін Обрі, також видатна діячка соціалістів. Моруа вважається моральним авторитетом французьких лівих. При висуванні кандидатури на виборах 2007 року підтримав Сеголен Руаяль.
Після смерті П'єра Мессмера був найстарішим екс-прем'єр-міністром Франції за віком.

## Нагороди
Офіцер Національного ордену Квебеку